# Baia di Hawke (regione)
Baia di Hawke (in inglese Hawke's Bay; in maori Te Matau-a-Māui, "l’amo di Maui") è una delle 16 regioni della Nuova Zelanda situata sulla costa orientale dell'Isola del Nord. Il capoluogo è la città di Napier.

## Geografia fisica
La regione è situata sulla costa orientale dell'Isola Settentrionale, il nome deriva dall'antico nome di quella che attualmente è chiamata baia di Hawke, un'ampia baia semicircolare che si estende per circa 100 km da nord-est a sud-ovest tra la penisola di Mahia fino a Cape Kidnappers.
La regione comprende l'area collinare della costa intorno alla parte settentrionale e centrale della baia, le pianure alluvionali del fiume Wairoa, le fertili pianure di Heretaunga intorno ad Hastings e l'entroterra collinoso che si estende fino ai monti Kaweka e Ruahine.